# Selja Ahava
Selja Ahava (ur. 8 lipca 1974 w Helsinkach) – fińska pisarka i scenarzystka.

## Życiorys
Urodziła się 8 lipca 1974 roku w Helsinkach. Jej debiutancka powieść, która ukazała się w 2010 roku, zyskała nominację do nagrody literackiej przyznawanej przez „Helsingin Sanomat” oraz została wyróżniona nagrodą Laili Hirvisaari. Kolejna powieść, Rzeczy, które spadają z nieba, której przedmiotem jest nieprzewidywalność rzeczywistości, przyniosła Ahavie Europejską Nagrodę Literacką (2016) i została nominowana do nagrody literackiej Finlandia. Jej czwarta książka Kobieta, która kochała owady zyskała nominację do Nagrody Runeberga. Autorka scenariuszy telewizyjnych, filmowych i radiowych.

## Twórczość
- Eksyneen muistikirja, 2010
- Taivaalta tippuvat asiat, 2015, wyd. pol.: Rzeczy, które spadają z nieba. Justyna Polanowska (tłum.). Relacja, 2021. ISBN 978-83-66577-32-9. Brak numerów stron w książce
- Ennen kuin mieheni katoaa, 2017[3], wyd. pol.: Zanim mój mąż zniknie. Justyna Polanowska, Aleksandra Wróblewska (tłum.). Relacja, 2024. ISBN 978-83-67817-45-5.
- Nainen joka rakasti hyönteisiä, 2020, wyd. pol.: Kobieta, która kochała owady. Justyna Polanowska (tłum.). Relacja, 2022. ISBN 978-83-67216-81-4. Brak numerów stron w książce